# Is it Right
Is It Right är en låt som är skriven av Elżbieta Steinmetz och Frank Kretschmer. Elżbieta Steinmetz framförde låten i Eurovision Song Contest 2014 med sin grupp Elaiza. Tyskland som är en av big-five länderna är direktkvalificerat till finalen så bidraget behövde inte kvala sig genom semifinalen.